# Cetaangetal
Het cetaangetal is een referentiewaarde, waarmee van een brandstof de bereidheid tot zelfontbranding, onder druk en aanwezigheid van zuurstof, wordt aangeduid. Eenvoudig gezegd: cetaangetal is voor dieselbrandstof, wat octaangetal is voor benzine. Het zegt iets over de bruikbaarheid van de brandstof.
Het cetaangetal refereert aan cetaan (hexadecaan). Dit is een koolwaterstof die zeer gemakkelijk tot zelfontbranding komt onder druk en aanwezigheid van zuurstof. Daarom wordt cetaan gebruikt als referentiebrandstof voor het bepalen van het cetaangetal van dieselbrandstof als maat voor de zelfontbrandbaarheid. Het gedrag van de brandstof wordt vergeleken met het gedrag van cetaan. 
Cetaangetal 100 betekent dat de brandstof zich gedraagt als 100% cetaan. Er hoeft echter geen cetaan in de brandstof te zitten: het cetaangetal is een referentiewaarde die iets zegt over het gedrag van de brandstof. 
Voor toepassing in een dieselmotor is dit gedrag zeer belangrijk, omdat de brandstof in een dieselmotor spontaan moet ontbranden vanaf het moment dat het wordt ingespoten. In het algemeen geldt: hoe hoger het cetaangetal, des te beter een dieselmotor erop loopt. 
Diesel die vandaag de dag voor het wegverkeer wordt verkocht heeft een cetaangetal van rond de 50. Dit kan verschillen per merk. Veel brandstofmerken verkopen meerdere soorten diesel, waarbij de duurdere variant, aangeboden onder namen als V-Power, Ultimate, Cleaner Diesel etc., vaak een hoger cetaangetal heeft. Een hoger cetaangetal komt de motorprestaties en emissie kwaliteit ten goede. Vooral vergeleken met dieselbrandstof met een cetaangetal beneden de 45 is het verschil in snellopende direct ingespoten dieselmotoren goed merkbaar.
Biodiesel en steenkooldiesel hebben een bijzonder hoog cetaangetal: 70 tot 100. Terwijl puur plantaardige olie juist een tamelijk laag cetaangetal heeft: tussen de 40 en 45.
Bij aflopend cetaangetal neemt de vertraging waarmee de brandstof tot zelfontbranding komt, het zg. ontstekingsuitstel, toe. Dit openbaart zich vooral bij koude start en motoren die (bijvoorbeeld door slijtage) een lagere compressie hebben. Een laag cetaangetal resulteert in een moeizame koude start en lawaaiige loop (dieselklop), terwijl een hoog cetaangetal precies het omgekeerde met zich meebrengt. Dieselmotoren die met een hoog toerental draaien vragen om een hoger cetaangetal dan laagtoerige diesels. Vandaar dat diesel van lagere kwaliteit in de scheepvaart wordt toegepast, waar de motoren groter zijn en met lagere toerentallen draaien. Daar heeft de brandstof meer tijd om tot ontbranding te komen.